# Stanisław Rodziński
Stanisław Julian Rodziński (ur. 8 marca 1940 w Krakowie, zm. 17 lipca 2021) – polski malarz, profesor sztuk plastycznych, rektor Akademii Sztuk Pięknych im. Jana Matejki w Krakowie w latach 1996–2002, autor licznych publikacji o sztuce.

## Życiorys
Studiował w Akademii Sztuk Pięknych w Krakowie; dyplom uzyskał w pracowni Emila Krchy (1963). Od 1968 roku publikował teksty o sztuce. Jego eseje ukazywały się na łamach m.in. „Dekady Literackiej”, „Tygodnika Powszechnego”, „Odry” i „Znaku”. W latach 70. był redaktorem naczelnym „Biuletynu Rady Artystycznej ZPAP”. Od 1972 do 1980 prowadził pracownię malarstwa i rysunku w Państwowej Wyższej Szkole Sztuk Plastycznych we Wrocławiu, a od 1981 w Akademii Sztuk Pięknych w Krakowie. W 1989 otrzymał tytuł naukowy profesora, a w 1992 – stanowisko profesora zwyczajnego. W latach 1993–1996 był dziekanem Wydziału Malarstwa, a w latach 1996–2002 pełnił funkcję rektora krakowskiej uczelni. Współpracował też z Uniwersytetem Jagiellońskim i Papieską Akademią Teologiczną w Krakowie. W lutym 1978 został członkiem Towarzystwa Kursów Naukowych. W latach 1981–1989 był uczestnikiem Ruchu Kultury Niezależnej.
Od 1963 brał udział w ponad dwustu wystawach malarstwa i rysunku, w wystawach sztuki polskiej za granicą, a także w wystawach związkowych, muzealnych i tematycznych. W swojej twórczości podejmował m.in. motywy ikonograficzne chrześcijaństwa i tematykę pasyjną.
W 1994 został członkiem czynnym Polskiej Akademii Umiejętności.
Zmarł 17 lipca 2021 roku w wieku 81 lat. 27 lipca odbyły się uroczystości pogrzebowe w Krakowie. Został pochowany na cmentarzu Rakowickim w grobie rodzinnym, po mszy w Kolegiacie Uniwersyteckiej św. Anny.

## Odznaczenia i nagrody
W 1981 otrzymał Nagrodę Miasta Krakowa. Laureat Nagrody Krakowska Książka Miesiąca w lutym 2002 r. za Obrazy czasu (Wydawnictwo Gaudium, Lublin 2002) oraz w marcu 2012 r. za Autoportret malarza (Wydawnictwo Petrus, Kraków 2012). W 2005 został odznaczony Srebrnym Medalem „Zasłużony Kulturze Gloria Artis”, a w 2018 – Złotym. Wcześniej, w 1993, otrzymał Krzyż Kawalerski Orderu Odrodzenia Polski. W 2013 został laureatem nagrody Per Artem ad Deum.
W 2002 otrzymał tytuł doktora honoris causa Akademii Sztuk Pięknych im. Eugeniusza Gepperta we Wrocławiu.

## Publikacje książkowe
- Sztuka na co dzień i od święta, Wydawnictwo BIBLOS (1999)
- Obrazy czasu, Wydawnictwo GAUDIUM (2001)
- Mój szkicownik, Wydawnictwo GAUDIUM (2005)
- Dzieła. Czasy. Ludzie., Wydawnictwo SALWATOR (2007)
- Autoportret malarza, Wydawnictwo Petrus (2012)